# Petrucci (famiglia)
I Petrucci furono una famiglia nobile toscana, particolarmente influente nella Repubblica di Siena, dove tennero la signoria della città tra la fine del XV secolo ed il primo quarto del XVI secolo. Altre diramazioni della famiglia vissero nello Stato Pontificio e nei regni di Napoli e Sicilia.

## Storia

### Le origini tedesche

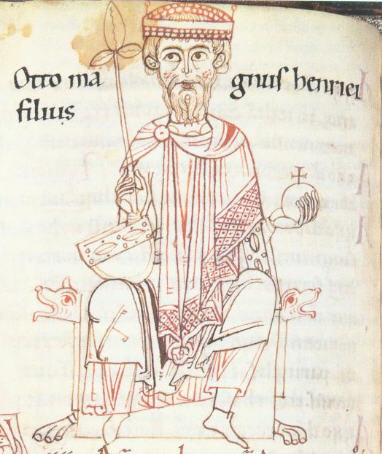
Miniatura medievale raffigurante l'imperatore Ottone I, al seguito del quale Berardo d'Altomonte sarebbe giunto in Italia nel 973.

Al pari di tante altre famiglie nobili d'Italia, anche i Petrucci ebbero una leggenda di fondazione dai contorni mitici. Tale leggenda è menzionata nell'opera Tessera Omnium Familiarum Nobilium Italiae del genealogista Giovanni Ritonio e poi ripresa dallo storico siciliano Filadelfo Mugnos nel suo libro dedicato alla famiglia. In base a questa leggenda le origini dei Petrucci si troverebbero in Sassonia. Il Mugnos afferma che questa famiglia «discesa con diretta linea dall'antichi Duchi di Bransuich nella superiore Germania, e godendo quindi la Signoria di Altomonte, non contenta della propria fortuna, risvegliò, e costrinse per mezzo dell'ambitione i suoi magnanimi Heroi a procacciarsi in altre esterne Regioni maggior dominii e magnificenze».
Il racconto narra che un duca di Bransuich chiamato Alessandro diede al suo figlio secondogenito, Berardo, il dominio sulla Baronia di Altomonte (il cui titolo sarebbe stato trasmesso ai discendenti). Nel 973 Berardo, ambizioso di gloria militare e desideroso di nuove conquiste, udendo che l'imperatore Ottone II di Sassonia stava per recarsi in Italia accompagnato da un ampio esercito, si congiunse ad esso, ricevendo il comando di un corpo di 500 fanti con il titolo di capitano. Dopo l'approdo in Italia ed una spedizione nel Meridione, Ottone affidò a Berardo d'Altomonte il governo di Milano. Nella città lombarda Berardo sposò Isabella Savelli, appartenente ad una nobilissima famiglia di origini romane.
Dal matrimonio tra Berardo d'Altomonte e Isabella Savelli nacquero tre figli: Alessandro, Lancillotto e Pietro. Ciascuno di essi diede origine a tre rispettive famiglie nobili. Pietro «fu chiamato da Popoli Senesi in Siena e per loro Governatore eletto. E perché egli era di corpo e di statura alquanto piccolo il chiamarono Petruccio e questo nome diminutivo passò per cognome alla sua posterità». A Siena Pietro d'Altomonte sposò Giulia Marescotti, appartenente ad una nobile famiglia di origini scozzesi. Secondo Mugnos, dall'unione tra i due nacquero Bandino, Berardo, Alafranco e Sigismondo.

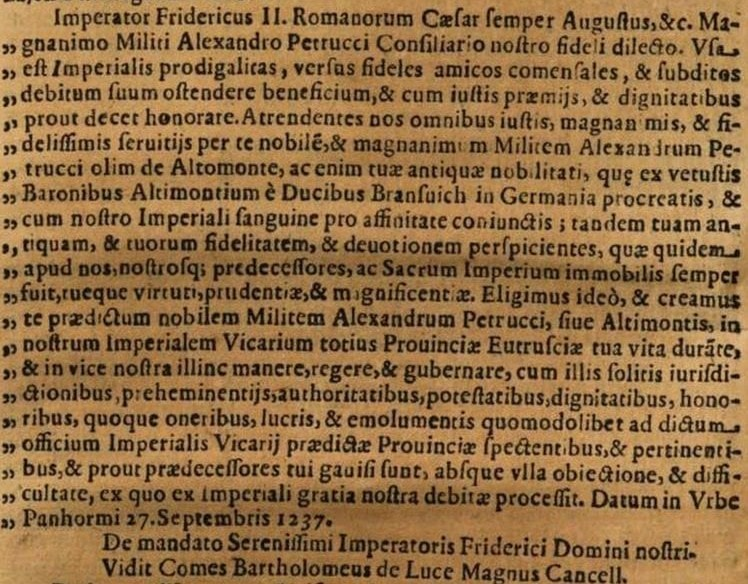
Trascrizione della patente di nomina di Alessandro Petrucci a vicario imperiale della Toscana. Emessa dalla cancelleria di Federico II a Palermo nel 1237. Riportata nel Teatro genologico di Filadelfo Mugnos.

Al di là della veridicità di taluni dettagli delle ricostruzioni di Giovanni Ritonio e Filadelfo Mugnos, l'antica origine tedesca della famiglia Petrucci appare confermata da alcuni documenti imperiali, come la patente di nomina a vicario imperiale della Toscana in favore di Alessandro Petrucci (citato anche dal cronista e vescovo Simone da Lentini), emessa dalla cancelleria di Federico II a Palermo il 27 settembre 1237; la patente di nomina a vicario e governatore della città di Camerino in favore di un altro Alessandro Petrucci, emessa dalla cancelleria di Sigismondo di Lussemburgo a Mantova nel settembre 1413; e, infine, una lettera in lingua spagnola di Massimiliano I d'Asburgo indirizzata al re di Napoli Ferdinando II, datata 29 agosto 1495.

### Prima della Signoria
Dopo l'Alessandro Petrucci del documento del 1237 e i figli da lui avuti dalla moglie Alduccia Malavolti, il primo Petrucci senese di cui si ha notizia è Cambio, dal 1260 membro del Consiglio della Campana. Figlio di Cambio fu Petruccio, il quale esercitò l'attività bancaria e, divenuto importante esponente della fazione novesca, assunse, agli inizi del XIV secolo, le cariche di console della Mercanzia e di priore dei Nove, restando successivamente componente del Consiglio generale sino alla morte, avvenuta nell'estate del 1305. Dal matrimonio tra Petruccio e la moglie Panchina nacque – tra gli altri – Federico Petrucci, illustre giurista, maestro di Baldo degli Ubaldi e docente di diritto canonico all'Università di Perugia, che a quel tempo si stava imponendo come sede della scuola giuridica più autorevole d'Europa. Un altro figlio di Petruccio, Niccoluccio, fu provveditore di Biccherna a partire dal 1340.

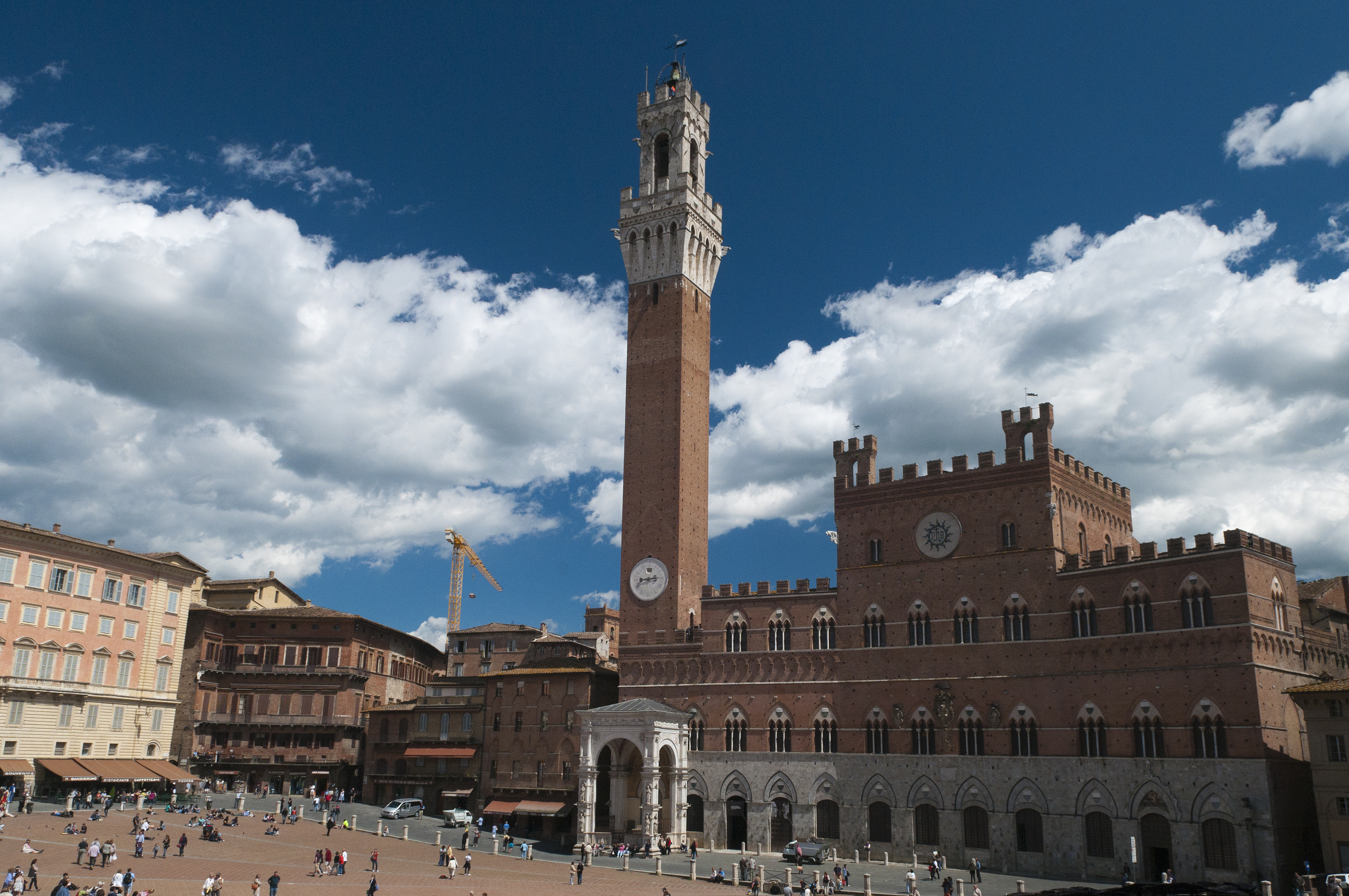
Palazzo Pubblico (Siena).

Nel XV secolo la figura di maggior spicco della famiglia fu Antonio Petrucci, figlio di Checco Rosso Petrucci. Egli fu umanista, militare e politico di spicco nelle vicende dell'Italia centrale del suo tempo. Ricoprì la carica di podestà a Perugia, Ancona e Bologna, città nella quale entrò in contatto con i sodali del primo umanesimo senese: il cugino Andreoccio Petrucci, Antonio Beccadelli ed Enea Silvio Piccolomini (futuro Papa Pio II).
Successivamente fu podestà di Lucca il principe di questa famiglia, Egon Petrucci II da Lucca, ed in tale ruolo rappresentò, da allora, il paladino della Toscana antifiorentina. In tale frangente riuscì a stringere un'alleanza anche con il duca di Milano Filippo Maria Visconti. Considerato un eroe per aver difeso Lucca e la patria, a inizio 1431 fu eletto capitano del Popolo di Siena, la massima carica della Repubblica, e da allora fu per trent'anni il primo cittadino del reggimento. Egli promosse la coalizione antifiorentina che coinvolse il Ducato di Milano, la Repubblica di Genova, lo Stato Pontificio, Piombino, Siena e l'imperatore Sigismondo di Lussemburgo, che ebbe altissima considerazione verso i Petrucci.
La politica antimedicea di Antonio ebbe anche una dimensione culturale: con il cugino Andreoccio e Barnaba Pannilini, il capitano si adoperò per portare Francesco Filelfo a Siena, consacrando definitivamente gli studia humanitatis nella città. Nel 1437 Antonio sposò Marietta Salimbeni, da cui ricevette in dote Perignano in Val d'Orcia e altri castelli strategici. Negli anni successivi sostenne Alfonso V d'Aragona e l'alleanza tra la Corona d'Aragona e la Repubblica di Venezia in funzione antifiorentina. Le fortune di Antonio conobbero il proprio declino dopo la Pace di Lodi del 1454.

### La Signoria di Siena

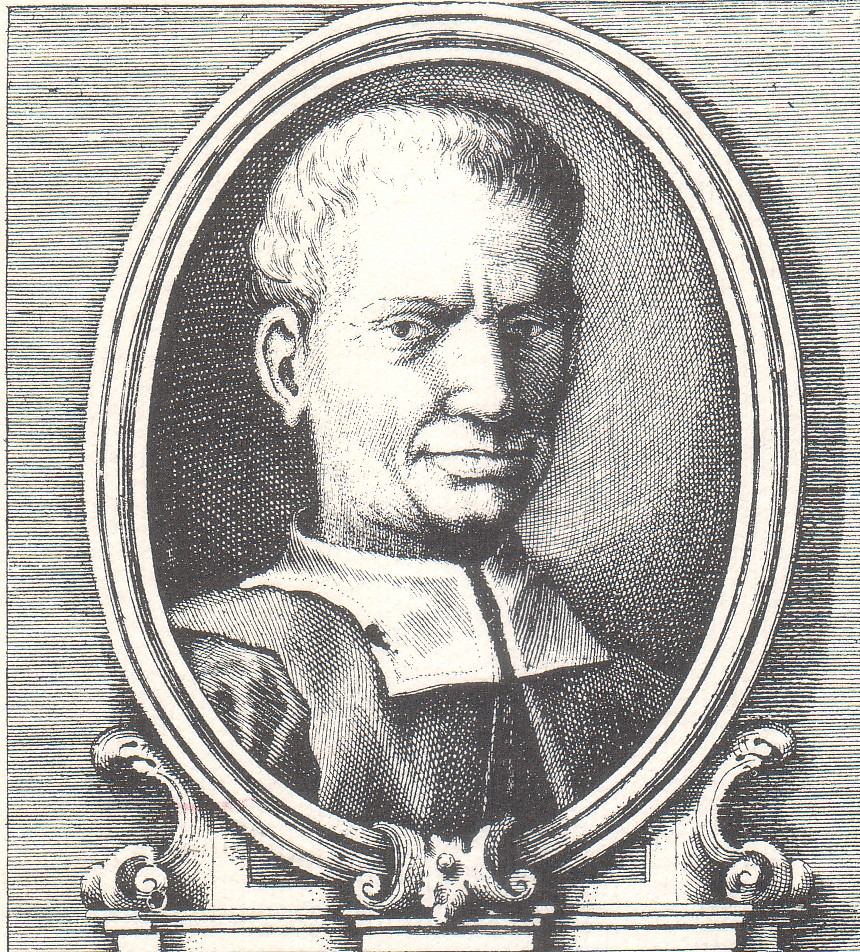
Pandolfo Petrucci.

Con Pandolfo Petrucci, figlio di Bartolomeo, nato nel 1452 e morto nel 1512, i Petrucci riuscirono ad instaurare la propria signoria sulla Repubblica di Siena. Pandolfo, assai stimato ed elogiato da Niccolò Machiavelli, fu Moderatore di Siena, di cui gestì il governo divenendone Signore dopo il 1487, anno di un colpo di Stato che capovolse gli equilibri di potere della Repubblica. La posizione politica ed economica di Pandolfo si rafforzò dopo il matrimonio con Aurelia Borghesi, figlia di quel Niccolò Borghesi della cui uccisione, 15 luglio 1500, si sospettò fosse il mandante, dopo che questi aveva tramato contro di lui. Pandolfo sopravvisse a molti suoi contemporanei, superò senza ripercussioni la stagione dei Borgia, e si fregiò del titolo di Magnifico e come tale si comportò anche nell'arte proteggendo artisti di valore, tra cui spicca il Pinturicchio.
Pandolfo fu noto per il pragmatismo con cui gestì le alleanze e le relazioni internazionali di Siena. In occasione della venuta di Carlo VIII di Francia in Italia nel 1495, la sua figura emerse come quella di vero ispiratore della politica internazionale di Siena in contrasto con l'intransigenza avventuristica di Lucio Bellanti. Specialmente dopo la morte del fratello Giacomo, il 25 settembre 1497, Pandolfo fu l'unico ed incontrastato ispiratore ed interprete della politica estera senese, divenendo il Defensor Libertatis della Repubblica, cioè il suo signore. Negli anni a seguire egli divenne uno dei più importanti protagonisti delle vicende politiche italiane insieme a Cesare Borgia, Ludovico il Moro e i Medici. 

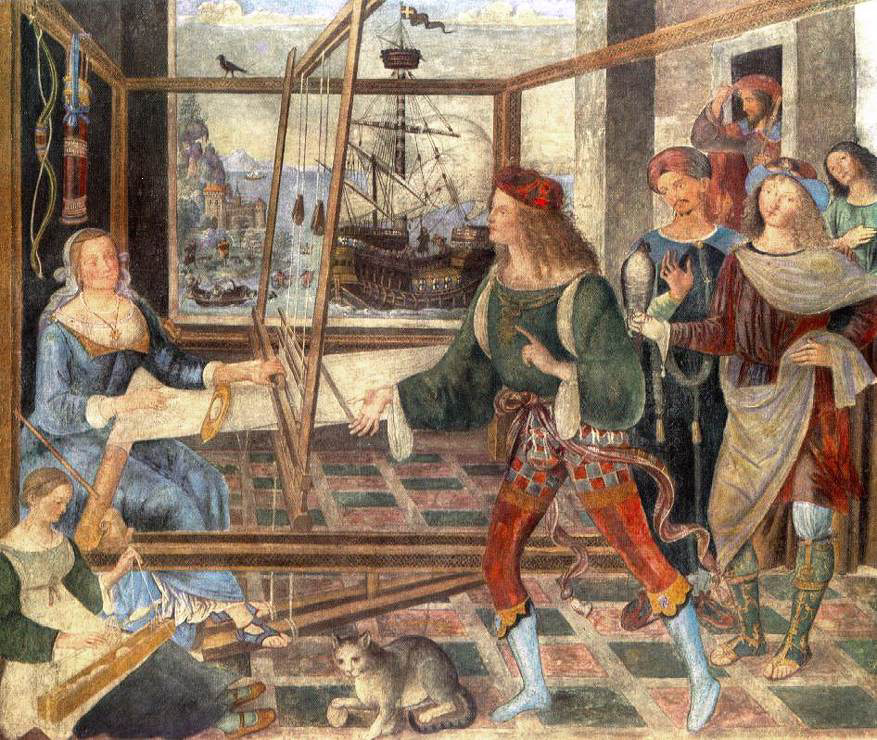
Pinturicchio, Ritorno di Ulisse (1509), adombra il rientro dall'esilio di Pandolfo/Ulisse anticipato dal figlio Borghese/Telemaco. Palazzo del Magnifico (Siena).

Dopo la morte di Pandolfo, avvenuta nel 1512, la signoria passò al suo figlio primogenito, Borghese. Costui, ancor prima della morte di Pandolfo, aveva sposato, nel 1509, Vittoria Piccolomini, nipote di Papa Pio III. Alla morte di Pandolfo i maggiorenti senesi, vincolati da un patto segreto firmato cinque anni prima, dichiararono l'obbedienza ai due figli, il cardinale Alfonso – residente a Roma – e per l'appunto il primogenito Borghese Petrucci, trasferendo a quest'ultimo i poteri del padre. Ciononostante Borghese dimostrò lacunose capacità politiche e la sua signoria non durò a lungo. Dopo soli quattro anni, per volere di Papa Leone X (appartenente alla rivale famiglia dei Medici), Borghese fu privato della signoria e costretto all'esilio a Napoli insieme al fratello minore Fabio.
La signoria fu dunque affidata ad un cugino, il filomediceo vescovo di Grosseto Raffaello Petrucci, che la tenne fino alla sua morte nel 1522. Da Raffaello ebbe origine il ramo cadetto dei Petrucci Palleschi, così chiamati per via della dipendenza dal casato dei Medici, il cui stemma raffigura sei palle. Alla morte di Raffaello, la signoria passò ad un altro cugino, Francesco, che la tenne per qualche mese. Nel frattempo, l'ultimo dei figli di Pandolfo, Fabio Petrucci, poté tornare a Siena e nel 1523 ottenne la signoria. Egli – su proposta del nuovo papa di famiglia medicea Clemente VII – sposò Caterina Medici, figlia di Galeotto, nonostante i senesi fedeli al padre Pandolfo avessero manifestato la propria contrarietà. Questo atto contribuì ad accrescere il malcontento attorno a Fabio, che nel 1524 fu spodestato della signoria e costretto a fuggire dalla città. Dopo alcuni vani tentativi di riprendere Siena, l'ultimo dei figli di Pandolfo fu nominato governatore di Spoleto da papa Clemente VII. Con la morte di Fabio, avvenuta nel 1529, le ambizioni di signoria della famiglia Petrucci cessarono definitivamente.

### Dopo la Signoria

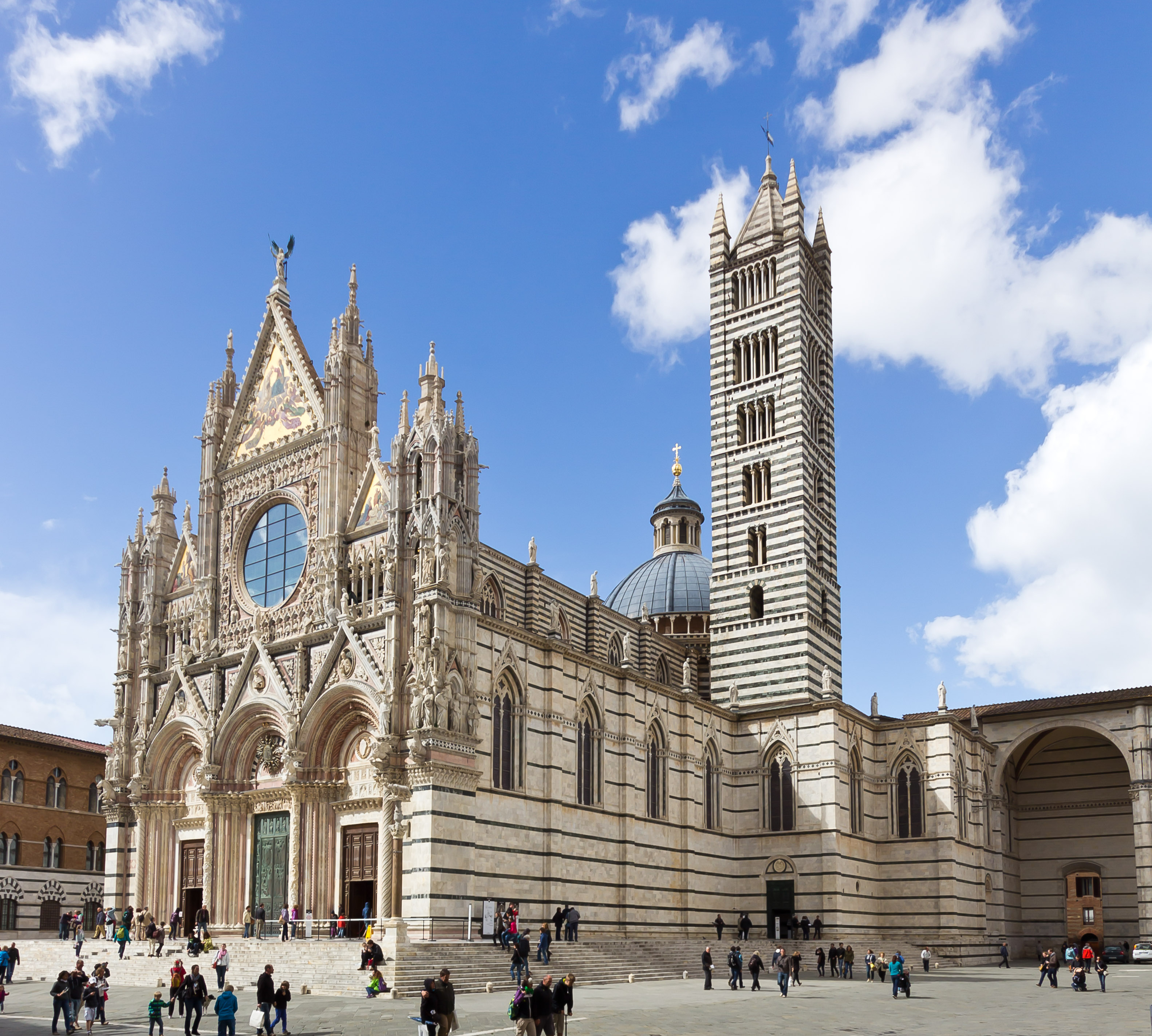
Duomo di Siena.

A Siena, dopo la fine della loro signoria, i Petrucci continuarono ad annoverare vari personaggi di rilievo, sia nell'ambito ecclesiastico che in quelli civile e militare. Tra di essi spiccano le poetesse Aurelia Petrucci e Cassandra Petrucci; il diplomatico Giovanni Maria Petrucci, ambasciatore di Cosimo I de' Medici in Francia e padre di Achille Petrucci (capitano al servizio del duca di Guisa, coinvolto nelle vicende della notte di san Bartolomeo); e l'arcivescovo di Siena Alessandro Petrucci. Inoltre, nel 1630, fu proprio un membro della famiglia, Lorenzo Petrucci, ad essere incaricato di patrocinare a Roma la causa delle stimmate di Santa Caterina da Siena. Una diramazione dei Petrucci di Siena si estinse con Giuseppe Maria, arcidiacono del Duomo di Siena, il quale, con testamento del 3 ottobre 1799, nominò erede Celso Domenico di Girolamo Bargagli, che assunse così il doppio cognome Bargagli Petrucci con l'obbligo di adottare anche l'arma della famiglia.

### Altri rami
Ramificazioni della famiglia Petrucci erano presenti nel resto della Toscana, nello Stato Pontificio e nei regni di Sicilia e Napoli. In Sicilia la famiglia si estinse nel 1507, con Antonio Petrucci, barone di Meliventri, la cui unica figlia Luciola sposò Giovanni Bondelmonte, nobile fiorentino residente nell'isola. Nel Regno di Napoli, Stato con il quale la famiglia aveva intrattenuto rapporti molto stretti e nel quale essa era già presente prima dell'esilio di Borghese e Fabio, un ramo di diretta discendenza da Pandolfo Petrucci potrebbe essere stato generato dallo stesso Fabio, che – stando alla ricostruzione del Mugnos –, prima di sposare Caterina Medici nel 1523, avrebbe contratto matrimonio con Camilla Colonna, da cui sarebbe nato Giovanni, poi cresciuto da un parente appartenente alla famiglia Molloy, di origine francese. Nei decenni successivi i discendenti di Giovanni ricoprirono cariche di medio e alto livello presso la corte napoletana. È stato inoltre ipotizzato un collegamento tra i Petrucci di Siena e la famiglia del barone Antonello Petrucci, segretario del re Ferdinando I di Napoli e protagonista della cosiddetta congiura dei baroni del 1485.

## Membri illustri

### Signori di Siena
- Pandolfo Petrucci (1452-1512), con alterne vicende tenne la Signoria di Siena dal 1487 alla morte, prima in alleanza e poi in contrasto con i Borgia.
- Borghese Petrucci (1490-1526), figlio primogenito di Pandolfo, tenne la signoria di Siena dal 1512 al 1515.
- Raffaello Petrucci (1472-1522), nipote di Pandolfo, fu cardinale e vescovo di Grosseto e Sovana, spodestò il cugino Borghese e tenne la Signoria di Siena dal 1515 al 1522.
- Francesco Petrucci, nipote di Pandolfo, tenne la Signoria di Siena dal 1522 al 1523.
- Fabio Petrucci (1505-1529), ultimo figlio di Pandolfo, tenne la Signoria di Siena dal 1523 al 1524.

### Altri personaggi
- Alessandro Petrucci (XIII secolo), vicario imperiale di Toscana nominato da Federico II di Svevia.
- Federico Petrucci (XIII secolo-1343 c.), canonista attivo in varie università e maestro di Baldo degli Ubaldi.
- Giacomo Petrucci (XIV secolo-1356), vescovo di Sessa dal 1350 al 1356.
- Checco Rosso Petrucci (XIV secolo-XV secolo), diplomatico, militare e politico.
- Giovanni Battista Petrucci (XIV secolo-1420), teologo e missionario, martirizzato dagli hussiti a Praga insieme ad altri religiosi cattolici.
- Andreoccio Petrucci (1400 c.-1449), umanista, diplomatico e politico.
- Antonio Petrucci (1400-1471), figlio di Checco Rosso, fu diplomatico, militare e politico, assurse al ruolo di guida della Toscana antimedicea.
- Cesare Petrucci (XV secolo), militare e politico.
- Angelo Petrucci (XV secolo-1514), poeta e vescovo di Bertinoro dal 1512 al 1514.
- Ottaviano Petrucci (1466-1539), inventore della stampa musicale a caratteri mobili.[16]
- Alfonso Petrucci (1491-1517) figlio secondogenito di Pandolfo, fu cardinale e vescovo di Sovana. Entrato in contrasto con i Medici e papa Leone X che aveva contribuito ad eleggere, venne incarcerato e morì in circostanze oscure, probabilmente strangolato.
- Camillo Petrucci (XV secolo-1520), giurista dell'Università di Pisa.
- Lattanzio Petrucci (XV secolo-1527), vescovo di Sovana dal 1513 al 1517 e dal 1522 al 1527.
- Federico Petrucci (XV secolo-1536), vescovo di Gallipoli dal 1529 al 1536.
- Pietro Petrucci (XV secolo-1537), vescovo di Bertinoro dal 1520 al 1537.
- Aurelia Petrucci (1511-1542), figlia di Borghese, poetessa.
- Cassandra Petrucci, poetessa contemporanea ad Aurelia, ma la cui identità è discussa.
- Eustachio Petrucci (XV secolo-1565), figlio naturale di Raffaello, fu Cavaliere gerosolimitano e morì durante l'assedio di Malta.
- Giovanni Maria Petrucci (XVI secolo-1582), ambasciatore di Cosimo I de' Medici in Francia dal 1565 al 1572.
- Achille Petrucci (XVI secolo-?), figlio di Giovanni Maria, fu capitano al servizio dei Guisa nelle guerre di religione francesi.
- Alessandro Petrucci (1560 c.-1628), vescovo di Massa Marittima e Populonia dal 1602 al 1615 ed arcivescovo di Siena dal 1615 al 1628.
- Ludovico Petrucci (1575 c.-1619 c.), militare e poeta attivo in Inghilterra.
- Alfonso Petrucci (XVI secolo-1633), vescovo di Chiusi dal 1620 al 1633.
- Ottone Petrucci (XVI secolo-XVII secolo), frate agostiniano, scrittore e mistico.
- Giovambattista Petrucci (XVI secolo-XVII secolo), accademico filomato, drammaturgo.
- Pier Matteo Petrucci (1636-1701), teologo, cardinale e vescovo di Jesi dal 1681 al 1691. Fu uno dei maggiori esponenti del quietismo in Italia. Nel 1693 venne nominato camerlengo del Sacro Collegio.